# Eduard Georgijevics Bagrickij

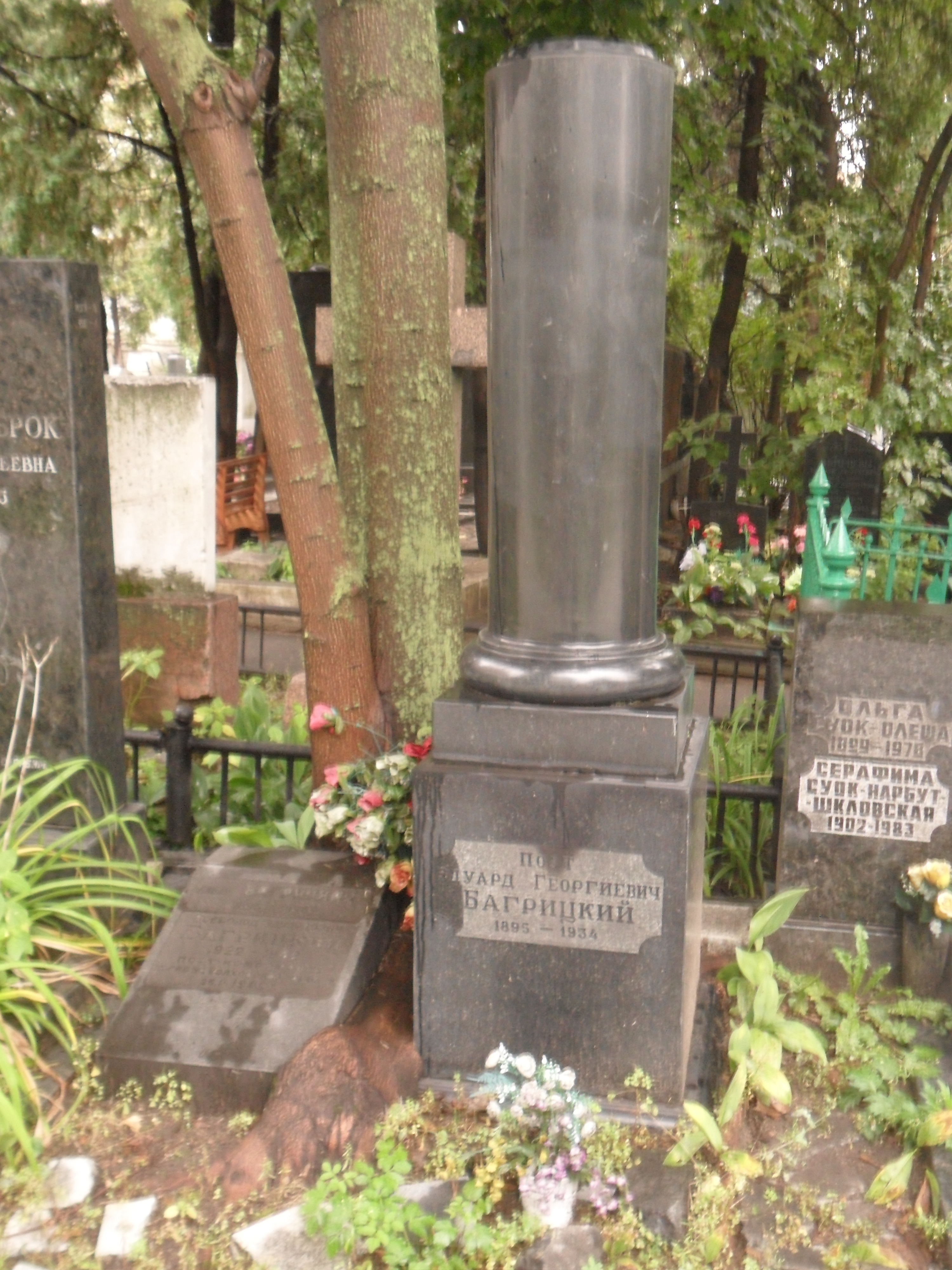
Sírja a Novogyevicsi temetőben

Eduard Bagrickij (oroszul : Эдуард Багрицкий (álnév); eredeti nevén: Эдуард Георгиевич Дзюбин) (Odessza, 1895. november 3. vagy október 22. – Moszkva, 1934. február 16.) orosz/szovjet költő, műfordító és drámaíró.

## Élete és munkássága
Szegény zsidó polgári családból származik. Földmérő tanfolyamokat végzett, de szakmájában nem dolgozott. A Odesszában, a helyi lapokban 1915-ben jelentek meg munkái. Munkájára az irodalmi antológia, a neoromantikus költészet volt jellemző. Hamarosan az odesszai írók – Iszaak Babel, Jurij Olesa, Valentyin Katajev mellett – egyik legfontosabb alakja.
Számára az 1917-es októberi orosz forradalom a szabadságot, a megváltást, a szabad élethez való jogot hozta. 1918-ban önként jelentkezett a Vörös Hadseregbe, a politikai osztályon propaganda verseket írt.
Munkássága 1925-től, Moszkvába költözésével kibontakozott. Költészetére a színes képek, az érzelmi kitörések és vágyak, a romantikus kompozíciók jellemzők. Joszif Visszarionovics Sztálin egyre növekvő elnyomó rendszerével szemben burkolt kritikát alkalmazott. Korai halála miatt barátai segítettek, hogy művei megjelenjenek, segítve a családja életét.

## Művei
- 1926 – Gondolatok Opanaszról (Дума про Опанаса), a leghíresebb munkája
- 1927 – Csempészek
- 1928 – Délnyugat – az első verseskötete
- 1932 – A győztesek – második verseskötete
- 1932 – Az utolsó éjjel; Férfi a külvárosban

## Magyarul
- Álmatlan éj; vál. Pór Judit, ford., utószó Tellér Gyula; Európa, Bp., 1970